# 霍恩貝格山 (格拉茨高地)
47°09′57″N 15°27′15″E / 47.165871°N 15.454100°E

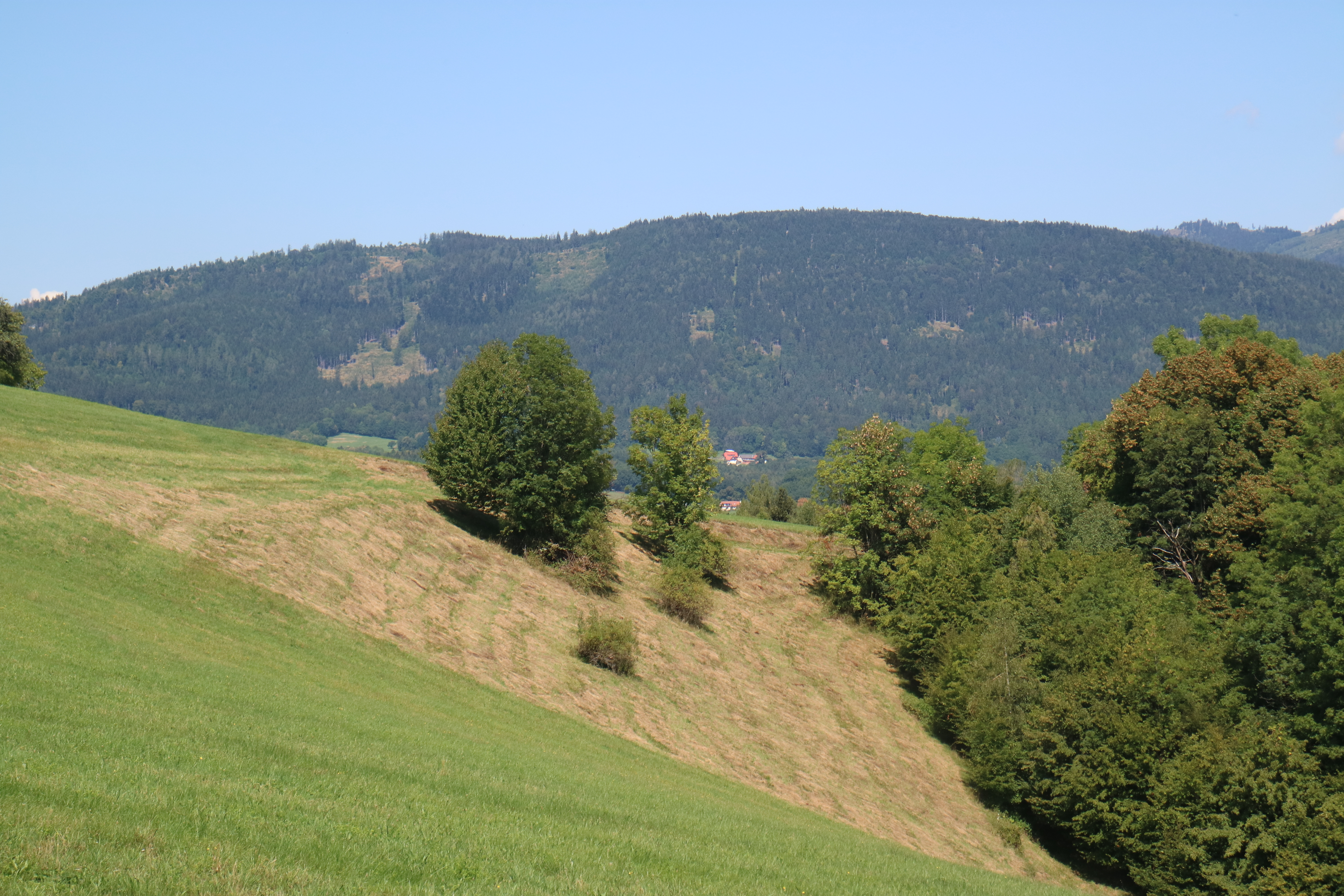

霍恩貝格山（德語：Hohenberg），是奧地利的山峰，位於該國東南部，由施泰爾馬克州負責管轄，屬於格拉茨高地的一部分，處於格拉茨附近聖拉德貢德，海拔高度1,048米。